# Dog City
Dog City è un programma televisivo statunitense prodotto dallo studio canadese Nelvana e dalla Jim Henson Productions, in collaborazione con Channel 4, Global Television Network, Forta e Canal+ Spagna. La serie, sviluppata nei primi anni 90, è composta da 31 episodi divisi in tre stagioni ed è stata trasmessa per la prima volta negli USA dal canale Fox Kids da settembre 1992 a novembre 1994. La serie è stata trasmessa in Italia in prima visione su Rai 2 a metà degli anni 90.

## Trama
La serie si inserisce nel filone poliziesco e si sviluppa su due "piani": da una parte le vicende che si svolgono a Dog City e coinvolgono i suoi personaggi, realizzati in animazione tradizionale, e dall'altra, un "muppet show" (uno spettacolo di marionette in stile Muppet, anch'essi creati da Jim Henson) che, generalmente, si sviluppa sul confronto tra Ace Hart, protagonista della serie animata, ed il suo animatore Eliot Shag. Dog City, infatti, è uno show animato di cui Shag, che appare come un pupazzo con le sembianze di un cane pastore tedesco antropomorfo, è il disegnatore e animatore: nel corso di ogni puntata, Shag si deve spesso confrontare con il suo protagonista, l'investigatore Ace Hart, anche lui con le sembianze di un cane pastore tedesco antropomorfo. Di tutti personaggi che animano Dog City, Ace è l'unico che pare rendersi conto di essere parte di uno show ed è l'unico ad interagire con Eliot Shag, che rompe la quarta parete analizzando con il suo personaggio i vari problemi che si manifestano nel corso dell'episodio. Al fianco di Ace Hart troviamo Rosie O'Gravy, una rough collie a capo degli investigatori. Quindi Eddie, un cucciolo-strillone di razza Springer Spaniel che segue i casi in cui investiga Ace. Il grande avversario di Ace è un bulldog boss del crimine dal nome Bugsy Vile che comanda di malavitosi piuttosto eterogenea: un chihuahua eccitabile, Frisky, un cane meticcio psicotico, Mad Dog e il nipote Bruser. Ma ci sono altri temibili avversari per Ace, come Baron Von Rottweiler e il suo cameriere, un bassotto di nome Leon Burger, e il sindaco di Dog City, Kickbark, che cerca in continuazione un pretesto per rimuovere Rosie, alla quale Ace è sentimentalmente legato, dal ruolo di capo degli investigatori.

## Personaggi

### Serie animata
- Ace Hart: investigatore privato dalle sembianze di cane pastore tedesco. Protagonista della serie, indossa un cappello a falda larga e un lungo impermeabile.
- Rosie O'Gravy: l'affascinante capo degli investigatori di Dog City. Indossa un lungo impermeabile di colore verde e ha l'aspetto di una collie, o cane da pastore scozzese. Doppiata nella versione originale da Elizabeth Anna.
- Eddie: giovane "cucciolo-strillone" grande amico di Ace e Rosie. Si trova spesso ad affiancare Ace nelle indagini. Doppiato nella versione originale da Stuart Stone.
- Dot: La piccola e adorabile nipote di Rosie. Appare solo negli episodi con sua zia e la sua unica battuta è "Perché?"
- Bugsy Vile: capo della malavita cittadina e principale antagonista di Ace, ha le sembianze di un Bulldog inglese. Doppiato nella versione originale da John Stocker.
- Fisky: tirapiedi di Bugsy Vile, ha le sembianze di un Chihuahua.
- Mad Dog:
- Bruiser:
- Kitty: è una gatta, membro della banda criminale che fa capo a Bugsy Vile. È la proprietaria del Kitty Cat Club, utilizzato come nascondiglio e facciata lecita della bamda di Bugsy Vile.
- Baron Von Rottweiler: è un faccendiere dalle sembianze di un Rottweiler ed è il secondo principale antagonista di Ace. Doppiato in italiano da Fabrizio Temperini.
- Leon Burger: il tirapiedi di Von Rottweiler, ha l'aspetto di un bassotto e non parla mai per ragioni non chiare.
- Sindaco Kickbark: sindaco di Dog City, è uno degli avversari secondari di Ace e continuamente in cerca di un pretesto per rimuovere Rosie dal ruolo di Capo degli Investigatori.
- Spunky: assistente del sindaco.

### Muppet Show
- Eliot Shag: un cane pastore tedesco, è l'animatore e il disegnatore di Dog City e dei personaggi che la animano. Spesso "rompe la quarta parete" e si confronta direttamente con il suo protagonista, Ace Hart, su quello che accade nel corso delle indagini, venendo puntualmente interrotto dalla sua fidanzata, Coleen BArker, o da Bruno. Anche gli oggetti che maneggia possono avere effetti su Dog City e i suoi abitanti, come quando, inavvertitamente, rovescia una tazza di caffè sui suoi disegni.
- Artie Springer: è un cucciolo di razza Springer spaniel inglese, figlio di Terri Springer e amico di Ace. Si accompagna sempre ad un giocattolo sonoro dall'aspetto di un coniglio giallo, che è il suo giocattolo preferito. A lui è ispirato il personaggio di Eddie.
- Coleen Barker: una colli, o Cane da pastore scozzese, fascinosa vicina di casa e fidanzata di Eliot, spesso entra in scena interrompendo il dialogo tra quest'ultimo ed Ace. Viene, inspiegabilmente, allontanata al termine della prima stagione e, a partire dalla seconda, viene detto semplicemente che ha dovuto lasciare il suo appartamento. È la prima ispiratrice del personaggio di Rosie O'Gravy.
- Terri Springer: è una springer spaniel, mamma di Artie e vicina di casa di Eliot e anche una bella ed elegante donna d'affari. Di fatto, prende il posto di Coleen Barker, come personaggio femminile, a partire dalla seconda stagione. È la seconda ispiratrice del personaggio di Rosie O'Gravy.
- Bruno: è il responsabile della manutenzione nel palazzo dove abita Ace e ha le sembianze di un Bulldog inglese. Tende a creare spesso problemi ad Ace e funge da ispirazione per il per il personaggio di Bugsy Vile.
- Miss Fluffé: è una gatta ed è la padrona di casa di Ace e ha un rapporto abbastanza burrascoso con Bruno. Funge da ispirazione per il personaggio di Kitty.